# Parcul Național Hohe Tauern

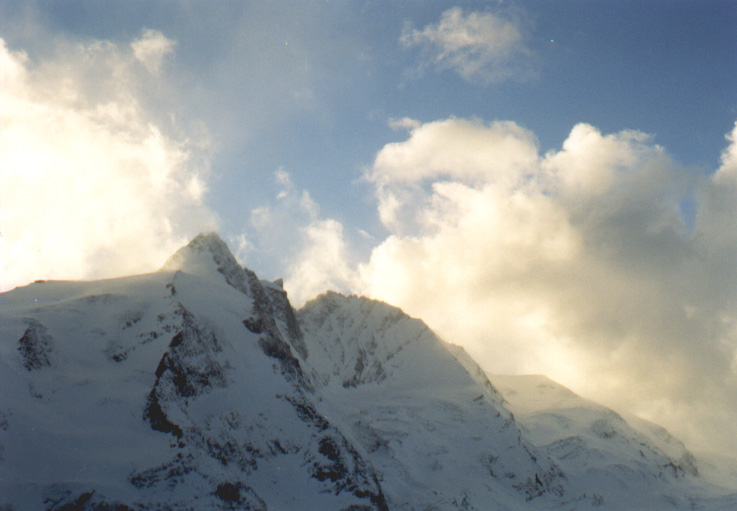
Vf. Grossglockner

Parcul Național "Hohe Tauern" este una dintre cele mai mari rezervații naturale, din cele cinci existente în Austria. El cuprinde regiunea munților din Alpii Orientali Centrali din Austria cu munții Hohe Tauern care se întind între regiunea izvoarelor râurilor Isel, Möll, Mur și Salzach, pe latura est-vest au o lungime de peste 100 km, iar pe direcția nord-sud 40 km. Regiunea este în anul 1981 declarat parc național și are pe teritoriul său landurile Salzburg (805 km²), Tirol (611 km²) și Kärnten (420 km²).
Atracții turistice cunoscute fiind Cascadele de la Krimm, Cascadele de pe valea Umbal și ghețarul  Innergschlöss de lângă Matrei in Osttirol.

## Localități

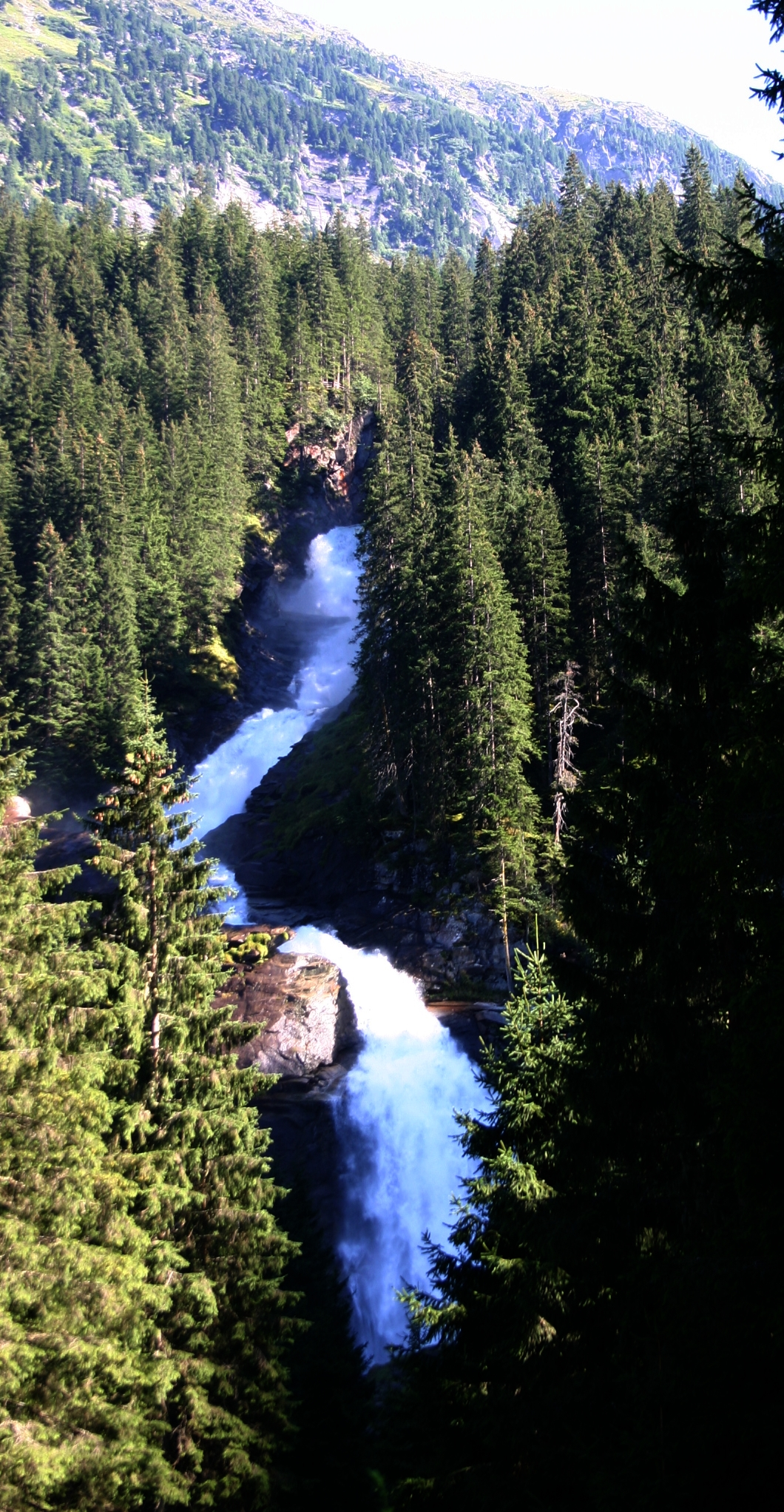
Cascadele de la Krimm

În regiunea parcului se află comunele din:
- Landul Salzburg: Krimml, Wald im Pinzgau, Neukirchen, Bramberg, Hollersbach im Pinzgau, Mittersill, Uttendorf, Kaprun, Fusch, Rauris, Badgastein, Hüttschlag, Muhr.
- Landul Tirol: Dölsach, Hopfgarten in Defereggen, Iselsberg-Stronach, Kals am Großglockner, Matrei in Osttirol, Nußdorf-Debant, Prägraten am Großvenediger, Sankt Jakob in Defereggen, Sankt Veit in Defereggen, Virgen.
  - Landul Kärnten: Heiligenblut, Großkirchheim, Mörtschach, Winklern, Mallnitz, Obervellach și Malta.

## Vârfuri mai importante
- Großglockner (3.798 m)
- Großvenediger (3.662 m)